# Corymborkis
Corymborkis Thouars, 1809 è un genere di orchidee della sottofamiglia Epidendroideae (tribù Tropidieae).

## Tassonomia
Comprende le seguenti specie:
- Corymborkis corymbis Thouars, 1822
- Corymborkis flava (Sw.) Kuntze, 1891
- Corymborkis forcipigera (Rchb.f. & Warsz.) L.O.Williams, 1946
- Corymborkis galipanensis (Rchb.f.) Foldats, 1959
- Corymborkis guyanensis Szlach., S.Nowak & Baranow, 2017
- Corymborkis harlingii Szlach. & Kolan., 2017
- Corymborkis minima P.J.Cribb, 1996
- Corymborkis veratrifolia (Reinw.) Blume, 1859

## Distribuzione e habitat
Il genere ha una distribuzione pantropicale: delle otto specie note cinque sono diffuse in America (C. forcipigera, C. flava, C. galipanensis, C. guyanensis e C. harlingii), due in Africa (C. corymbis, C. minima), e una in Asia (C. veratrifolia).